# Styl saz

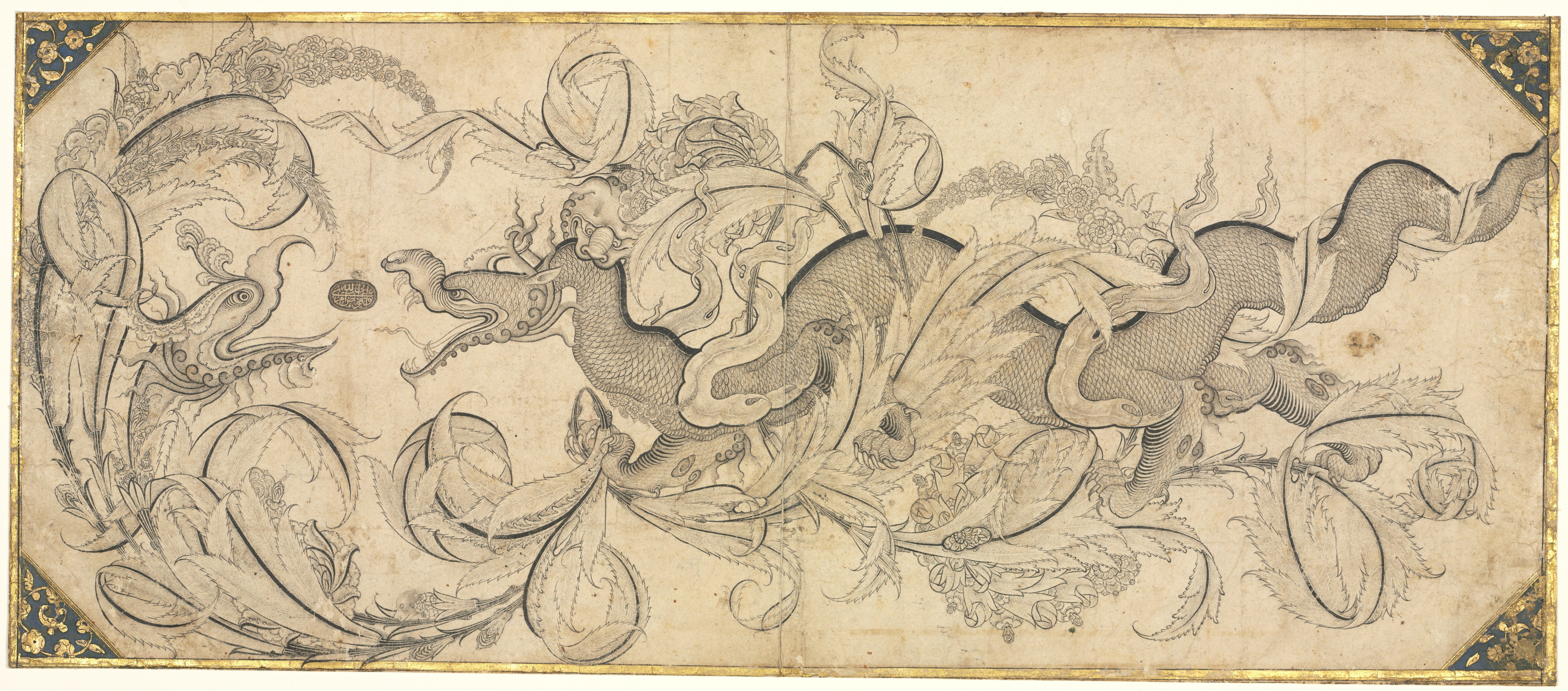
Ten rysunek smoka uwikłanego w wijące się listowie i atakowanego przez lwa podczas ataku na feniksa jest "niewątpliwie największym arcydziełem stylu [saz]" i jest on przypisywany Şahkulu Cleveland Museum of Art

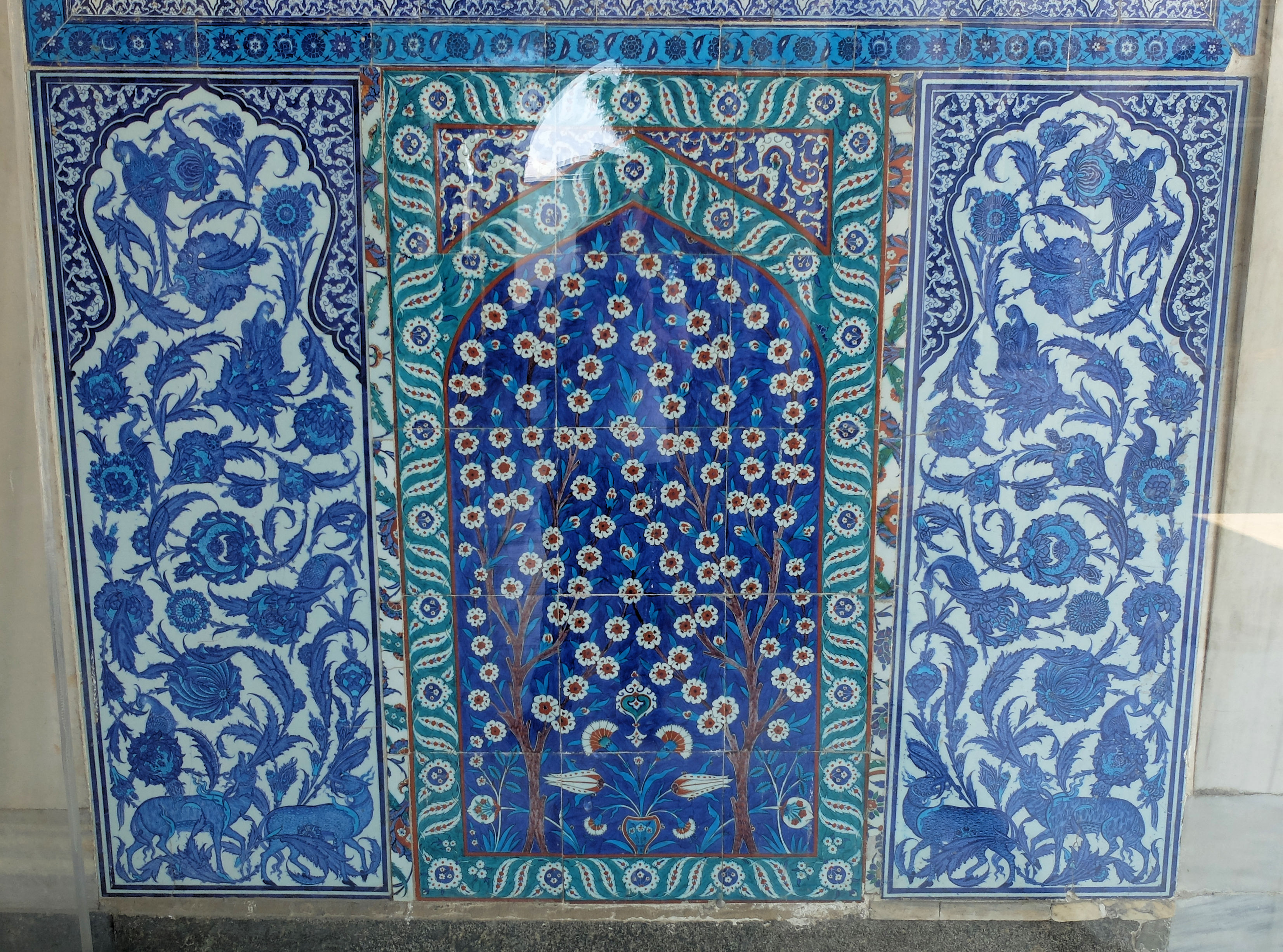
Płytki pokrywające Sünnet Odasi (Komnatę Obrzezania) Pałacu Topkapı są uważane za jeden z najwcześniejszych przykładów stylu saz. Na kompozycjach o odbiciu lustrzanym namalowano podszkliwnie ptaki oraz jelenie stylizowane na chińskie qilin na tle wici ze stylizowanymi kwiatami i liścmi saz. Tak bliskie podobieństwo do stylu saz znanego z malarstwa praktykowanego w albumach (murakka) mogło być osiągnięte jedynie dzięki bliskiej współpracy pomiędzy ceramikami i dworskim artystami (które jest poświadczone w dworskich księgach rachunkowych z 1527-28), zaś "pomalowane płytki zdradzają rękę mistrza, którym mógł być sam Şahkulu"

Styl saz (tur. saz yolu) – styl roślinnego ornamentu i powiązany z nim styl sztuki w XVI-wiecznym Imperium Osmańskim.

## Nazwa i tożsamość
Saz (dosłownie "trzcina") był stylem roślinnego ornamentu popularnego w osmańskiej sztuce zdobniczej XVI wieku, w którym różne stylizowane, często kompozytowe kwiaty układały się wdzięcznie wraz z lacetowatymi liśćmi o strzępiastych brzegach. Jednocześnie nazwy "saz" używano także na określenie stylu, w którym ten ornament był podstawowym elementem kompozycji.
W przeciwieństwie do lepiej znanego stylu historycznego osmańskie malarstwo w stylu saz nie służyło żadnym bezpośrednim celom ilustracyjnym, stąd może być opisane jako liryczne. Jego dzieła są fantastycznymi i wirtuozowskimi pokazami techniki znanej jako saz kalami, albo trzcinowe pióro, które dało tej grupie prac swoją nazwę. Styl saz jest reprezentowany przez dwie odmienne grupy artystycznych wytworów. Pierwsza z nich "zawiera rysunki w albumach, iluminacje książek i inne prace na papierze; druga, wywodząca się od tych papierowych obrazów, zawiera w sobie właściwie wszystkie formy osmańskiej sztuki zdobniczej, od introligatorstwa przez tekstylia, dywany, metalurgię, kamieniarstwo aż do ceramiki".

## Historia
Styl saz, „w którym mityczne stworzenia wywiedzione ze źródeł chińskich i muzułmańskich wędrują przez zaklęte lasy składające się z przerośniętych, złożonych kwiatów i pierzastych liści, ma swoje odpowiedniki w sztuce Ak Kojunlu i safawidzkiego dworu w Tebrizie". Stanowi on ostatni etap rozkwitu stylu timurydzkiego, który pod patronatem osmańskim rozwinęli perscy artyści z Tebrizu i Heratu. Kiedy artystów i rzemieślników przybyłych z zagranicy zastąpili miejscowi, estetyka timurydzka stopniowo zaczęła zanikać na rzecz estetyki osmańskiej. Temu rozwojowi sztuk plastycznych w drugiej połowie XVI wieku towarzyszyło także stopniowe zastępowanie języka perskiego przez turecki.
Nie ma zatem przypadku w fakcie, że obaj znani z imienia artyści kojarzeni ze stylem saz, Şahkulu i Veli Can, przybyli do Stambułu z Tebrizu, odpowiednio ok. 1520 i ok. 1580. Şahkulu odegrał wielką rolę w powstaniu stylu saz, podczas gdy Veli Can wziął udział w jego późniejszej fazie. Według Waltera Denny'ego istnieje wielka różnica pomiędzy wczesną i późniejszymi fazami stylu. Klarowność, spontaniczność i niemal zuchwały charakter wczesnych rysunków ustąpił miejsca koncentracji na wykończeniu, teksturze i znacznie bardziej zbalansowanej kompozycji. Oprócz ornamentu saz, rysunki w tym stylu korzystały także z innych motywów, często zaczerpniętych z Chin, które tworzyły kompozycje gęstej roślinności zazwyczaj przeplecionej ptakami, zwierzętami i pasmami chmur. Tureccy uczeni nazwali te motywy hatayi, tj. "w stylu katajskim". Mityczne chińskie stworzenia spotykane w tych dziełach obejmują smoki, feniksa i qilina, podczas gdy inne, jak simurgh lub peri (w zachodnich źródłach często nazywane aniołami lub rusałkami) są zaczerpnięte z tradycji irańskiej. Jednym ze specyficznych motywów jest tzw. "samobójczy liść", który, skręcony, przebija samego siebie. Veli Can zdawał się w pierwszym rzędzie interesować przedstawieniami figuralnymi i poza postaciami peri jest on kojarzony z wieloma obrazami młodych mężczyzn i kobiet.
Chociaż miał swój początek podczas rządów Sulejmana (1520-1566), który obdarzał Şahkulu szczególnymi łaskami, styl saz osiągnął swoje apogeum za panowania Murada III (1574-1595), kiedy powstały takie dzieła jak album (murakka) skompilowany dla sułtana w 1572-3 (Österreich. Nbib., Cod. Mixt. 313). Murad był najważniejszym patronem stylu i jego śmierć w 1595, wraz z postępującą degradacją dworskich warsztatów w dobie rewolucji cen, doprowadziła do upadku stylu. Po 1600 saz przestał być istotny, chociaż wykazał się nadzwyczajną odpornością. Ponieważ stał się właściwie równoznaczny z wielkim dniami Imperium Osmańskiego był przedmiotem świadomych prób ożywienia, dla przykładu w płytkach Pawilonu Bagdadzkiego Pałacu Topkapı w latach 30. XVII wieku lub malowanej drewnianej dekoracji Nowego Meczetu ok. 1663. Niezliczone oprawy i przyciski do papieru utrzymywały tradycję żywą aż do XIX wieku włącznie, a jego szerokie rozpowszechnienie pozostawiło ślady tak odmienne jak dekoracje Pokoju z Aleppo czy wzorzyste jedwabie bizarre tkane we Francji na początku XVIII wieku.

## Galeria

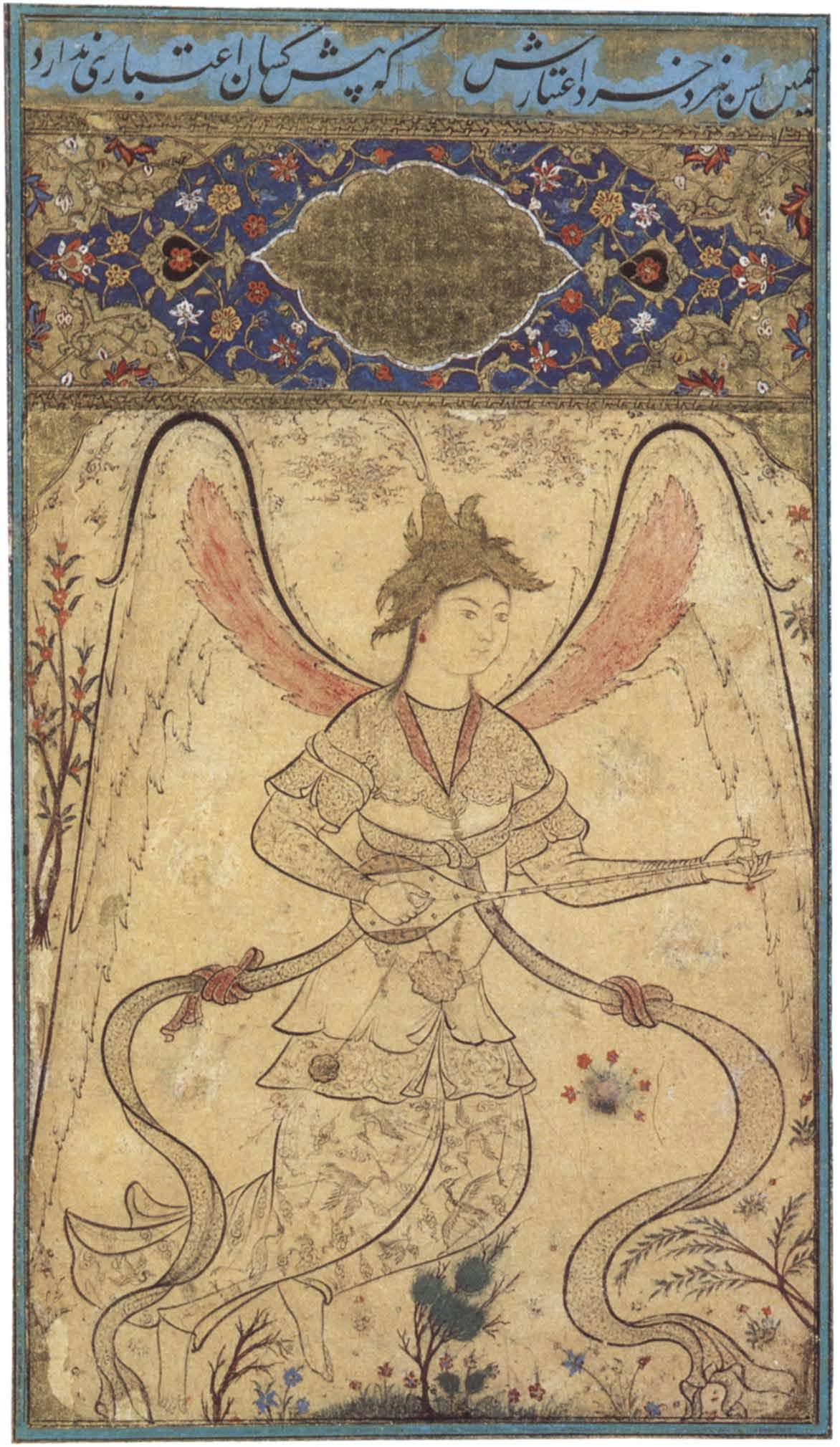
Peri (rusałka) z lutnią. Artysta nieznany, ok. 1550. Z albumu (murakki) w Bibliotece Pałacu Topkapı
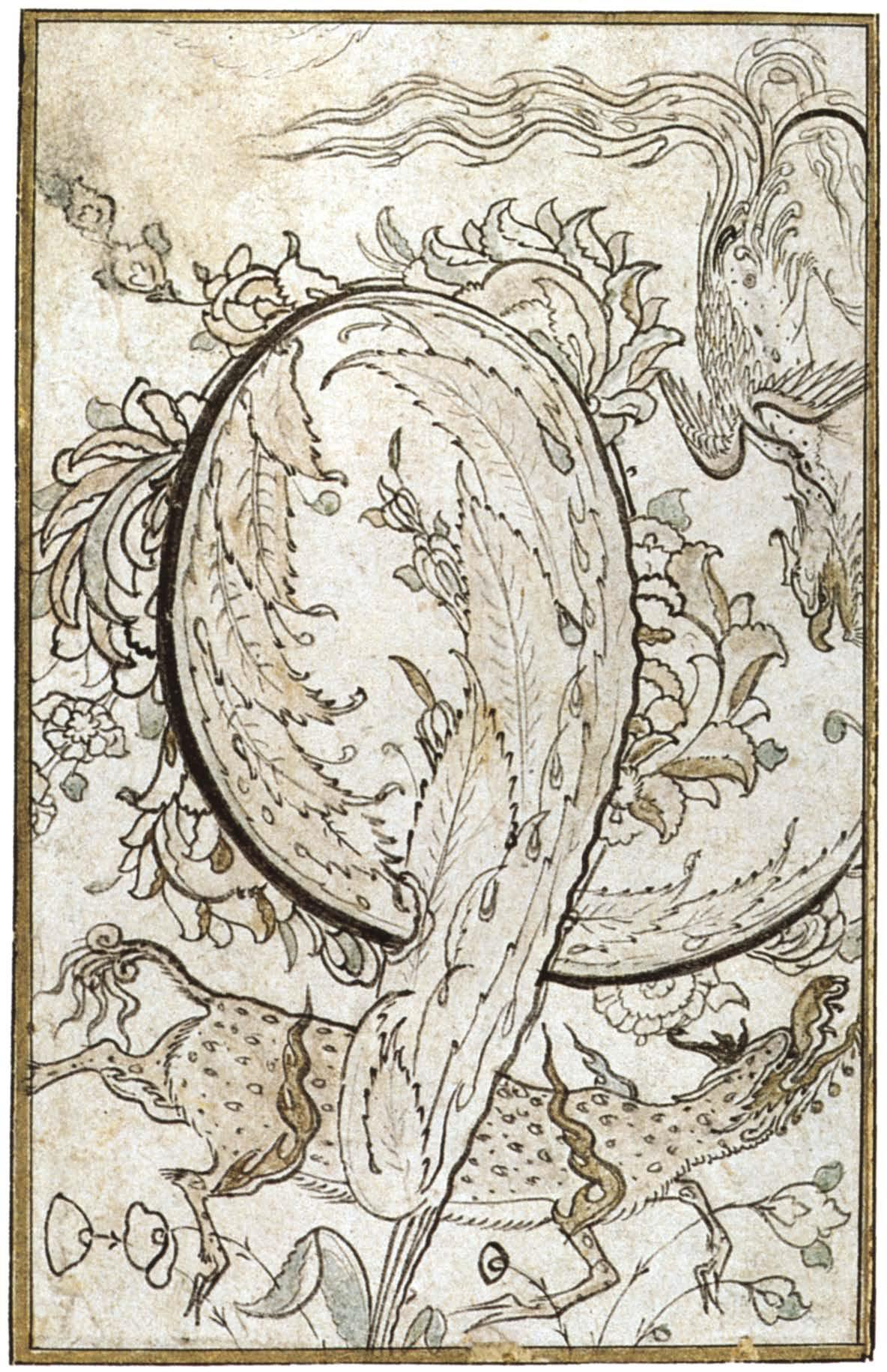
Kompozycja kwiatowa z samobójczym liściem, Simurghiem i Qilinem. Artysta nieznany, z albumu w Bibliotece Pałacu Topkapı
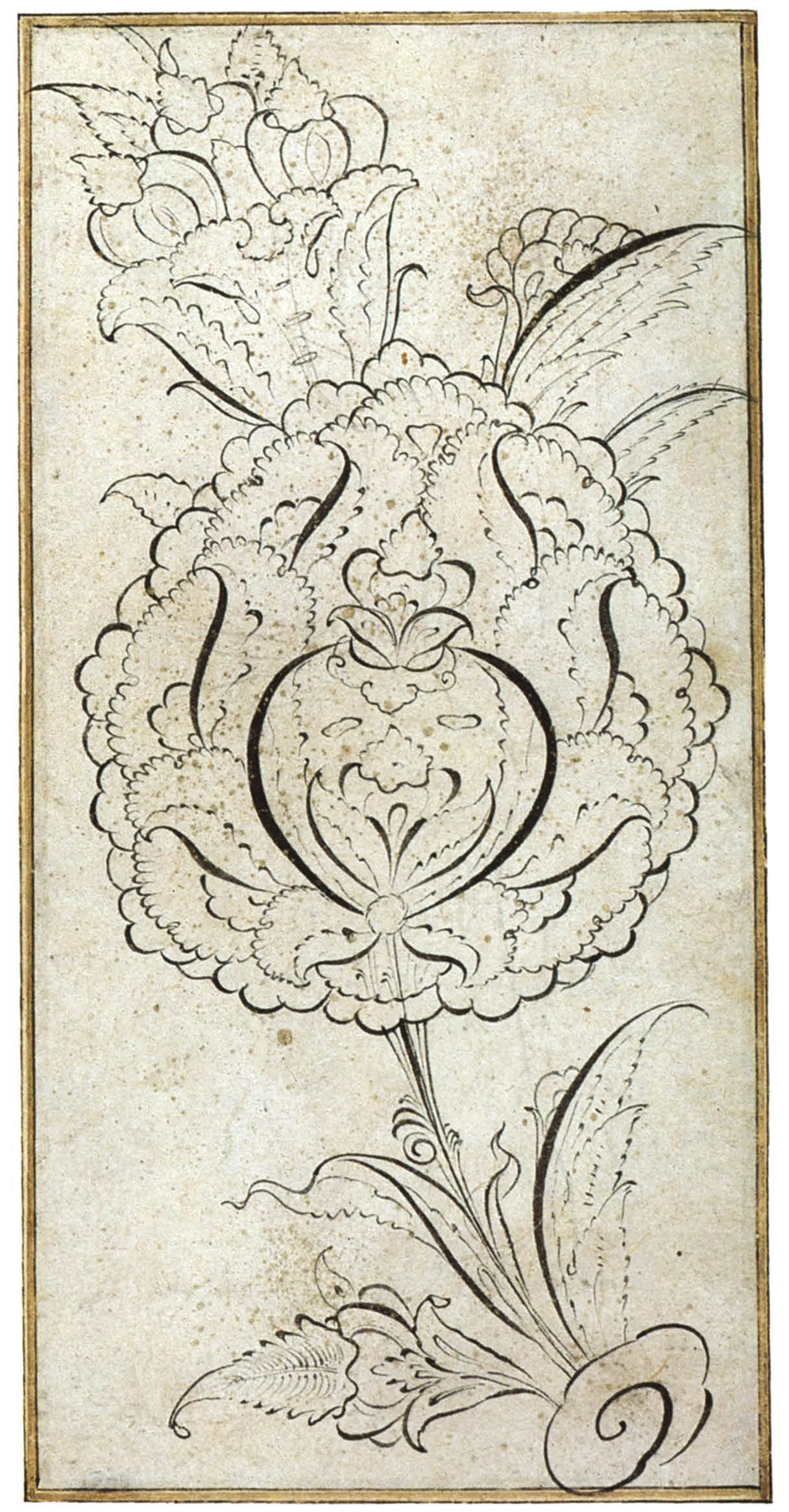
Rysunek palmety przypisywany Veli Canowi, z albumu w Bibliotece Pałacu Topkapı
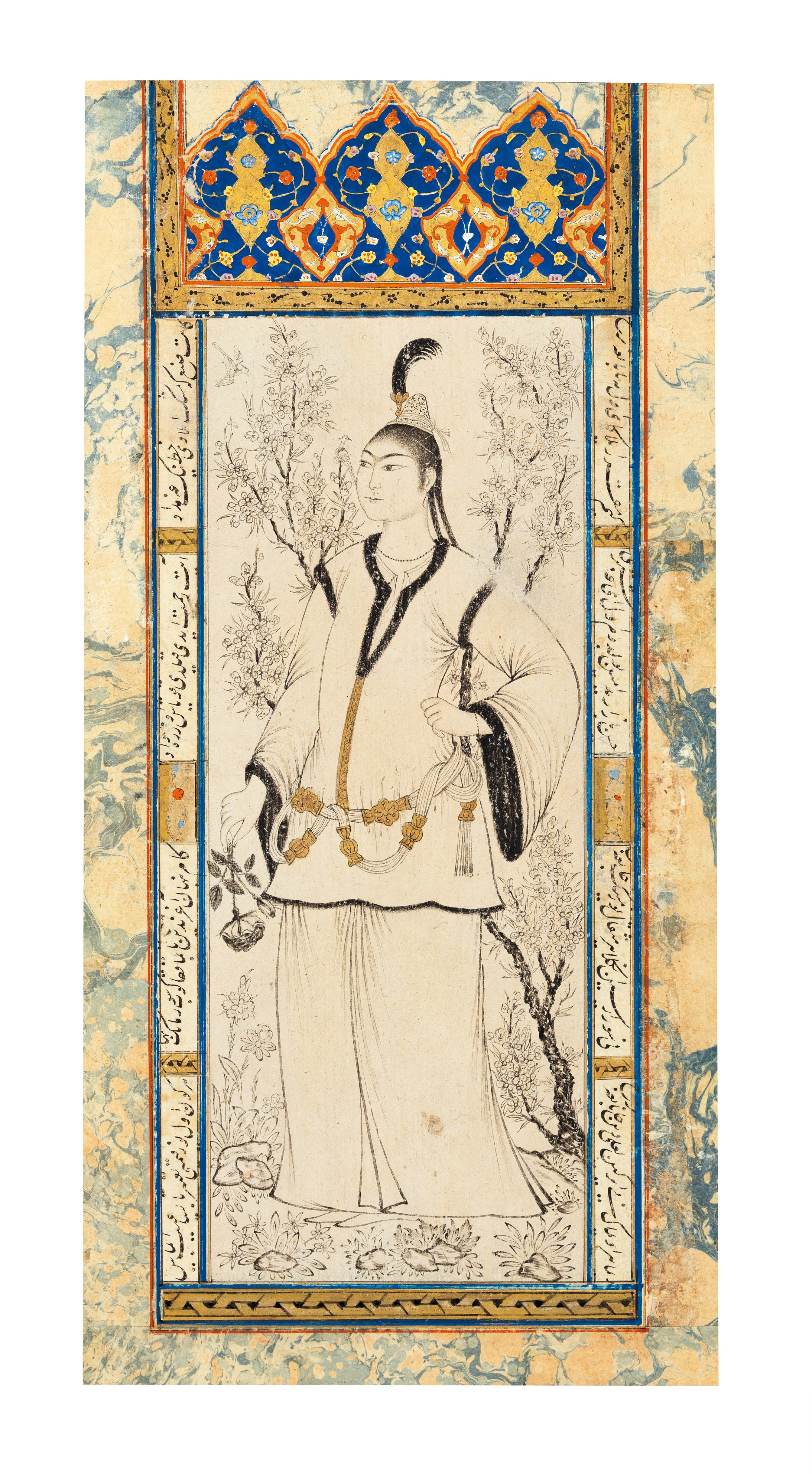
Portret kobiety. Veli Can albo ktoś z jego kręgu, ok. 1585. Muzeum Sadberk Hanım
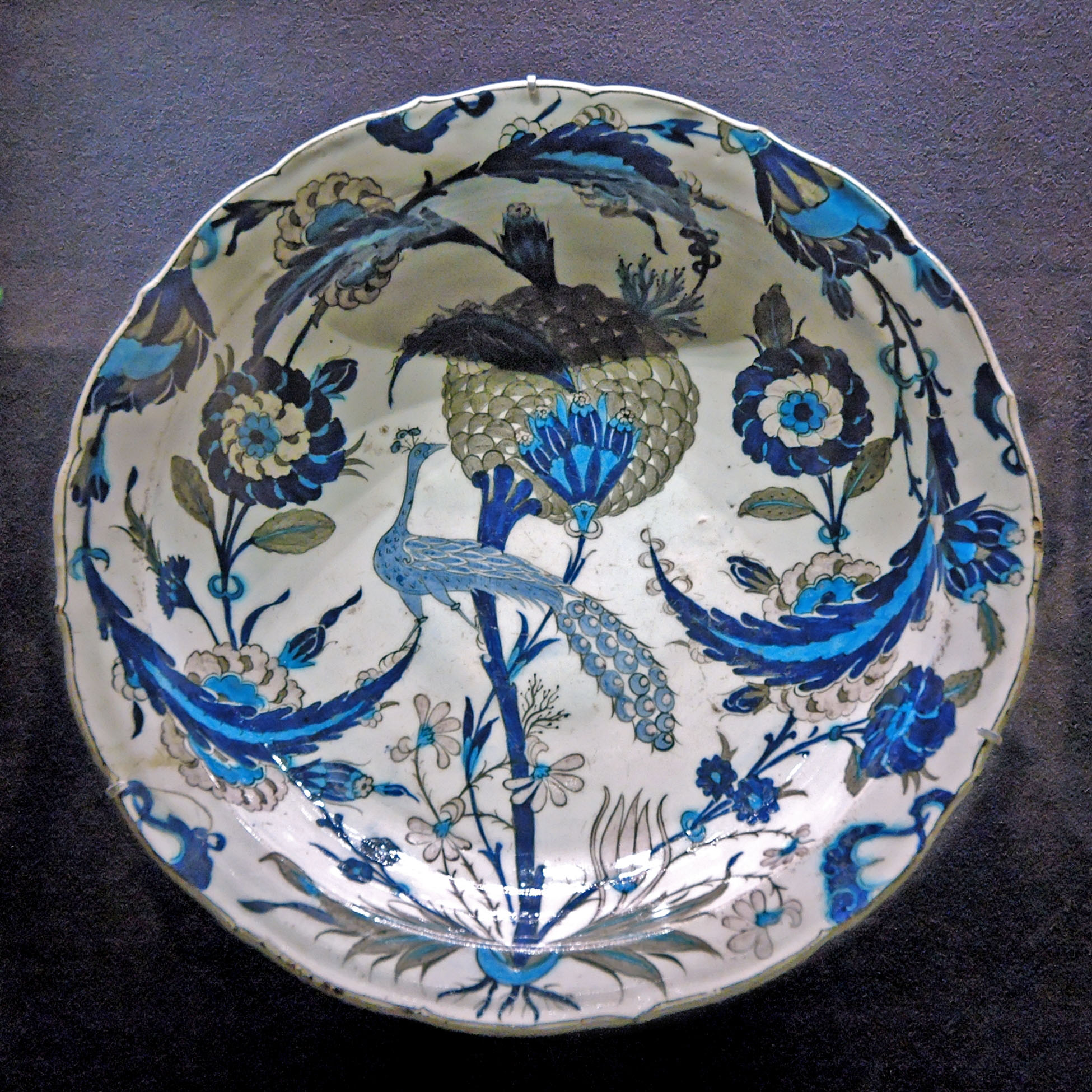
"Pawi Półmisek", İznik, ok. 1540-1555. Luwr
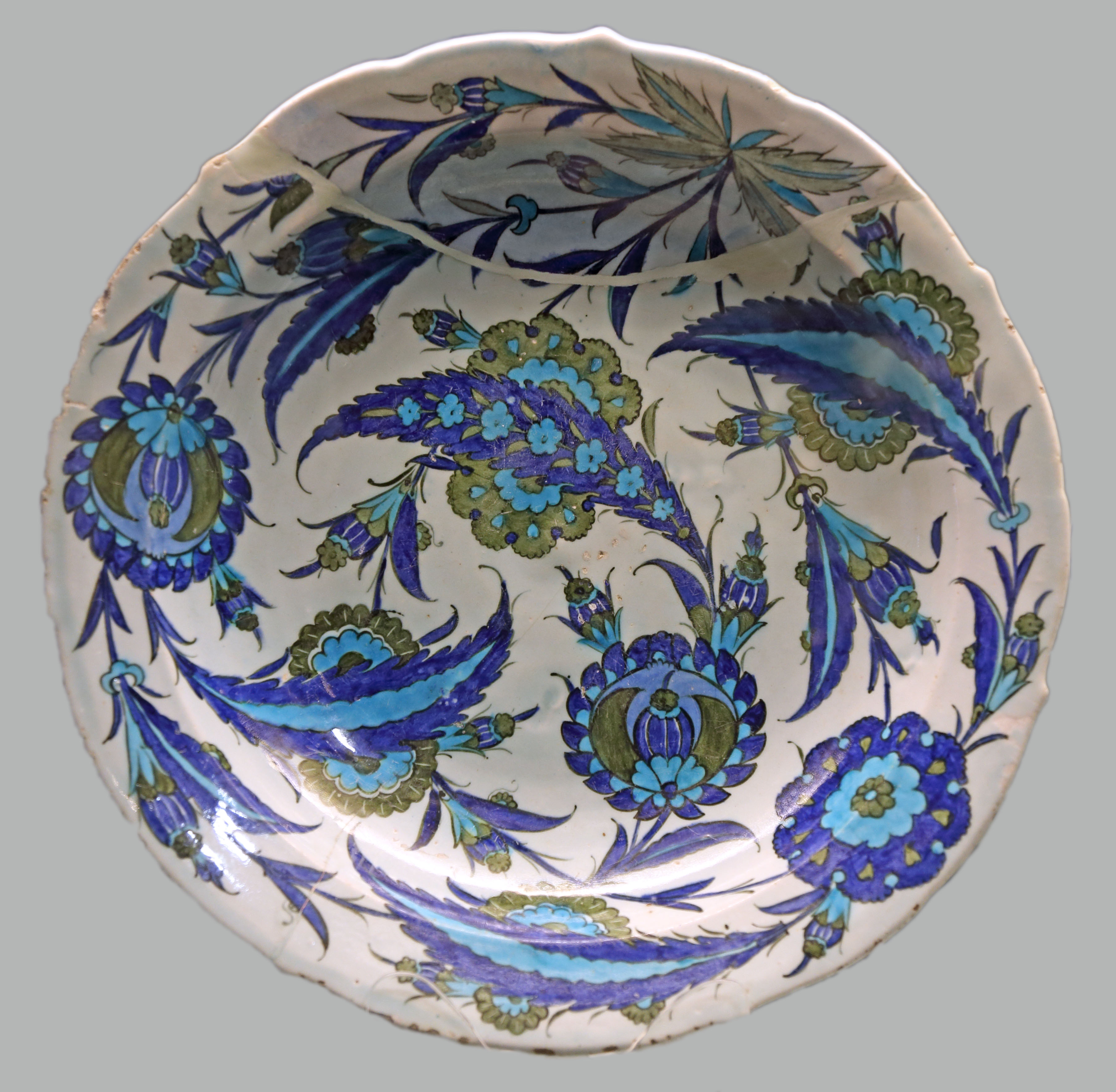
Półmisek o delikatnie ząbkowanym brzegu malowany podszkliwnie, İznik, ok. 1550. Muzeum Brytyjskie
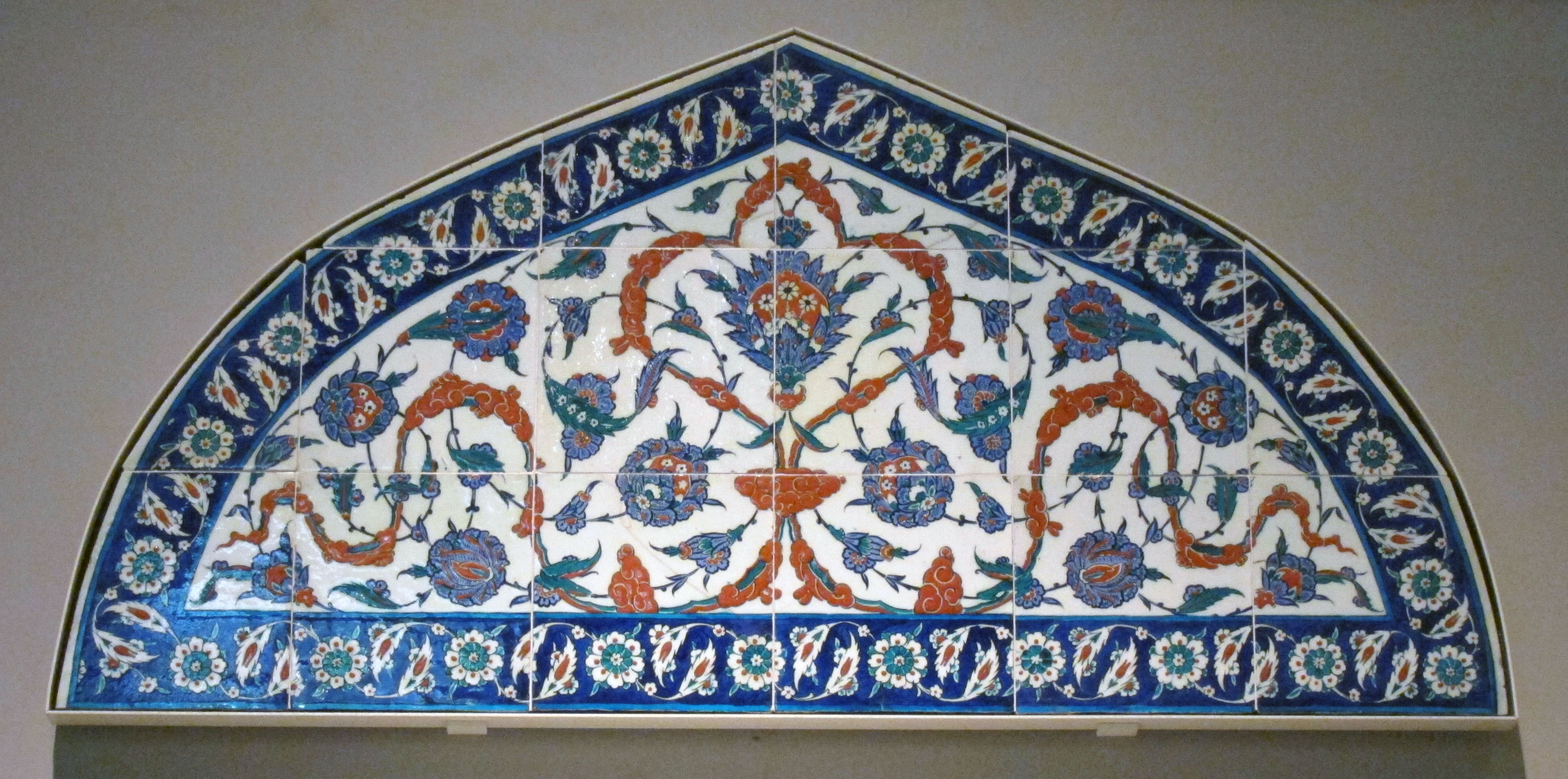
Panel z Meczetu Piyale Paszy, ok. 1570-75. Muzeum Wiktorii i Alberta
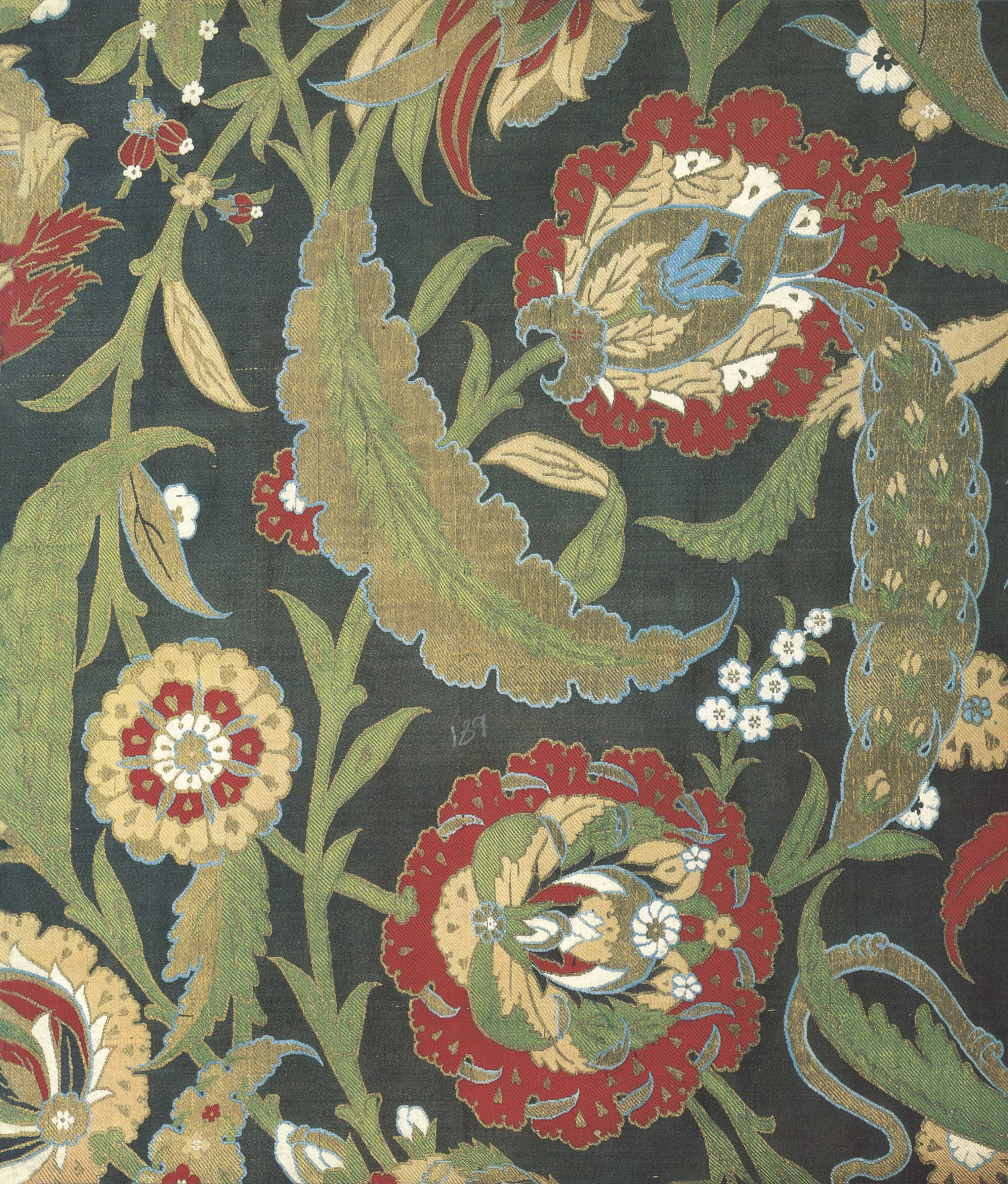
Detal z ceremonialnego kaftanu księcia Bayezida ze wzorem w stylu saz, połowa szesnastego wieku. Muzeum Pałacu Topkapı
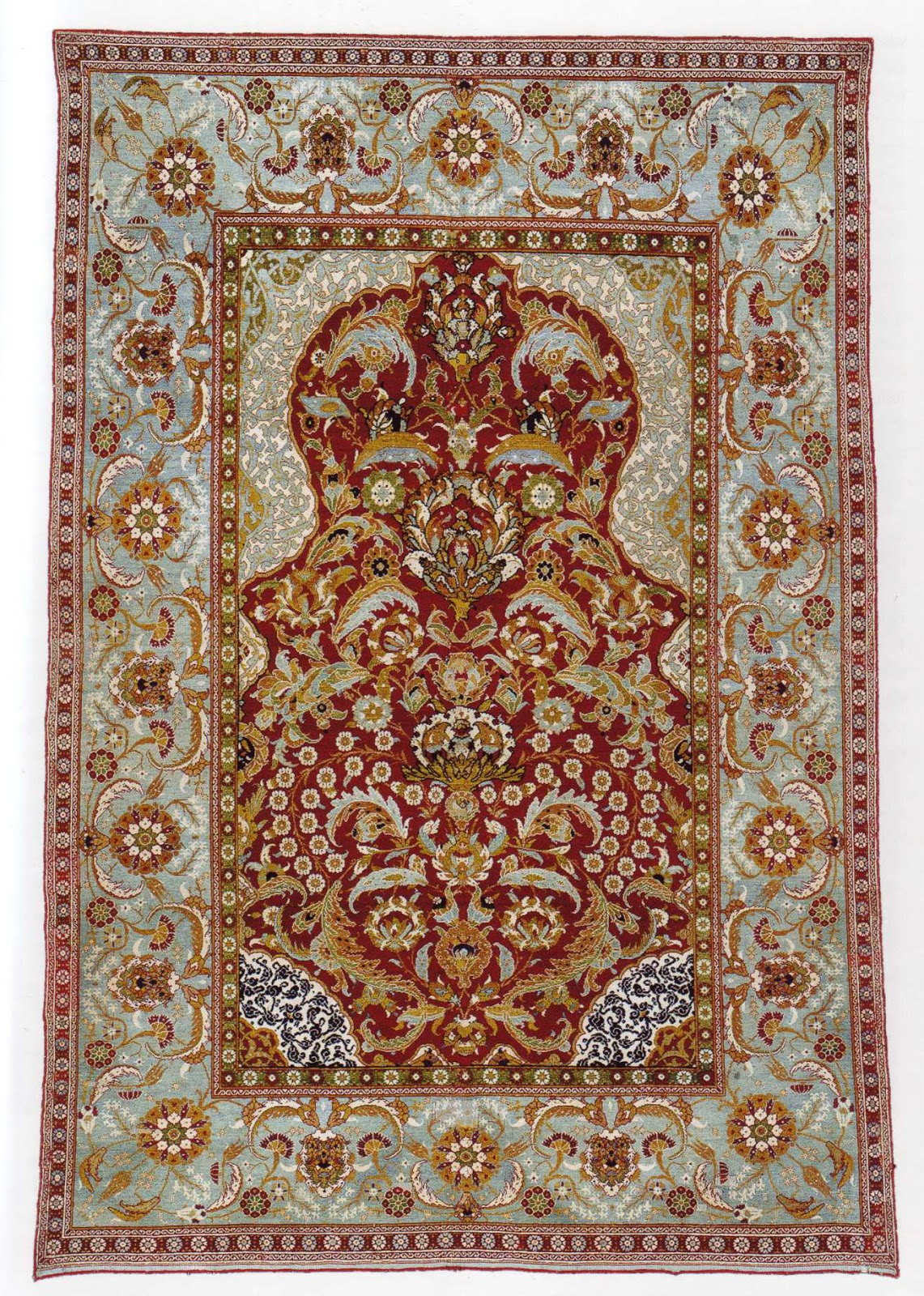
Kobierzec modlitewny z niszą, druga połowa XVI wieku. Museum für angewandte Kunst w Wiedniu
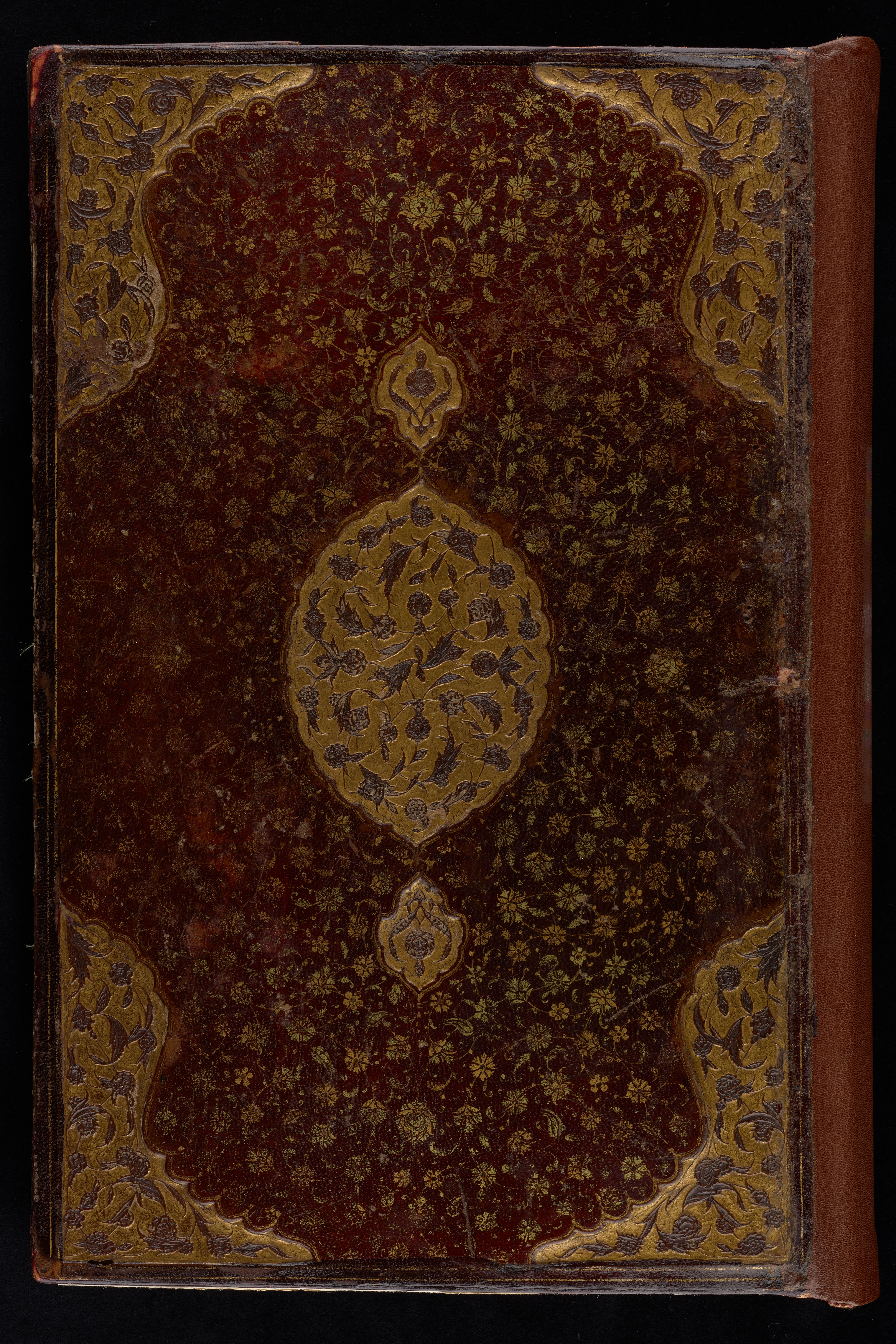
Oprawa Zübdetü’t-Tevarih, ok. 1585-1590. Chester Beatty Library